# Karl August Baumeister
Karl August Baumeister (Amburgo, 24 aprile 1830 – Monaco di Baviera, 22 maggio 1922) è stato un pedagogo, scrittore e filologo classico tedesco.

## Vita
Il figlio d'un mercante di Hildesheim,  Karl August Baumeister ha frequentato il liceo a Wolfenbüttel dal 1840 al 1848 e poi ha studiato filologia sia all'università di Gottinga che a Erlangen dal 1848 al 1852. Dopo la laurea, ha effettuato un viaggio di istruzione che è durato dal 1853 al 1855, visitando la Grecia, l'Asia Minore, l'Italia e la Francia. Ha poi lavorato come professore nell'istruzione superiore presso il Blochmannschen Institut a Dresda (1855), spostandosi poi al Collège Français di Berlino (1866) e poi andando a Elberfeld, Lubecca, Gera ed Halberstadt . Questi sono i suoi anni più prolifici, nei quali scrive la maggioranza delle sue opere sui miti greci e la pubblicazione degli Inni omerici.
È stato poi chiamato nel 1871 a Strasburgo, in qualità di consigliere del governo dell'Alsazia-Lorena per l'istruzione superiore, ma nel 1882 con l'arrivo del nuovo governatore, il feldmaresciallo Edwin von Manteuffel, i suoi servigi non furono più richiesti.
Si trasferisce quindi a Monaco di Baviera nel 1881, dove si ricicla come scrittore, usando l'"autotipo", un'invenzione di George Meisenbach che Baumeister usa per riprodurre l'architettura degli antichi edifici, le statue ed i manufatti. Il manuale didattico per le scuole secondarie redatto in buona parte dal Baumeister è ancora oggi considerato uno dei più completi del suo genere .